# Marian Surdacki
Marian Surdacki (ur. 4 sierpnia 1955 w Urzędowie) – polski historyk, profesor nauk humanistycznych, nauczyciel akademicki w Katolickim Uniwersytecie Lubelskim.

## Życiorys
W latach 1962–1970 uczęszczał do Szkoły Podstawowej w Urzędowie, w latach 1970–1975 do Technikum Mechanicznego w Kraśniku, natomiast w latach 1975–1980 studiował historię na Katolickim Uniwersytecie Lubelskim. W 1980 uzyskał magisterium z historii, w 1987 doktorat z historii, a w 1998 habilitację z historii nowożytnej społecznej. W 2006 otrzymał tytuł profesora. 
Specjalizuje się w historii opieki społecznej i historii wychowania. Pełni funkcję kierownika Katedry Historii Opieki Społecznej w Instytucie Pedagogiki Katolickiego Uniwersytetu Lubelskiego Jana Pawła II. 
Jest członkiem Towarzystwa Naukowego KUL, członkiem Komitetu Redakcyjnego „Roczników Nauk Społecznych”, redaktorem serii Towarzystwa Naukowego KUL „Prace z Historii Szkolnictwa i Opieki Społecznej w Polsce”. Od 2003 pełni funkcję wiceprezesa Towarzystwa Ziemi Urzędowskiej, od 2006 jest redaktorem naczelnym „Głosu Ziemi Urzędowskiej”, członkiem zespołu redakcyjnego czasopisma "Region Lubelski", członkiem Zarządu Wojewódzkiej Rady Towarzystw Regionalnych Lubelszczyzny (od 2009). 
W 2005 został wybrany na Przewodniczącego Komitetu Obchodów 600-lecia Urzędowa. Dzięki jego inicjatywie Urzędów odzyskał w 2015 prawa miejskie. Od 2014 wchodzi w skład komitetu organizacyjnego obchodów setnej rocznicy powstania Katolickiego Uniwersytetu Lubelskiego. 

## Nagrody i odznaczenia
- Odznaczenie Wojewody Lubelskiego za badanie historii miast i pielęgnowanie o nich pamięci (2008)[1]
- Krzyż Kawalerski Orderu Odrodzenia Polski (2022)[2][3]
- Złoty Krzyż Zasługi (2016)[4]
- Srebrny Krzyż Zasługi (2006)[5]

## Ważniejsze publikacje
- Opieka społeczna w Wielkopolsce Zachodniej w XVII i XVIII wieku (1992)
- Dzieci porzucone w Szpitalu Świętego Ducha w Rzymie w XVIII wieku (1998)
- Edukacja i opieka społeczna w Urzędowie XV-XVIII wieku (2004)
- Urzędów w XVII i XVIII wieku: miasto, społeczeństwo, życie codzienne (2007)